# Victor-Marie Roussin
Pour les articles homonymes, voir Roussin.
Victor-Marie Roussin né à Quimper le 3 mars 1812 et mort à Plomelin le 14 juin 1903 est un peintre français.

## Biographie
Avocat à Nantes, Victor-Marie Roussin y épouse en mai 1836 la fille du général Pierre Cambronne. Élève de Louis-Auguste Lapito (1803-1874), d’Évariste-Vital Luminais (1821-1896), de Jean-Antoine-Siméon Fort (1793-1861) et de François-Edmée Ricois (1795-1881), il participe au Salon dès 1838 en exposant des paysages bretons et des scènes de vie populaire.
Conseiller général du Finistère, il est en outre l'un des fondateurs de la Société archéologique du Finistère. Il est le père d'Étienne Roussin, qui fut maire de Plomelin pendant une trentaine d'années et député du Finistère.

## Œuvres dans les collections publiques

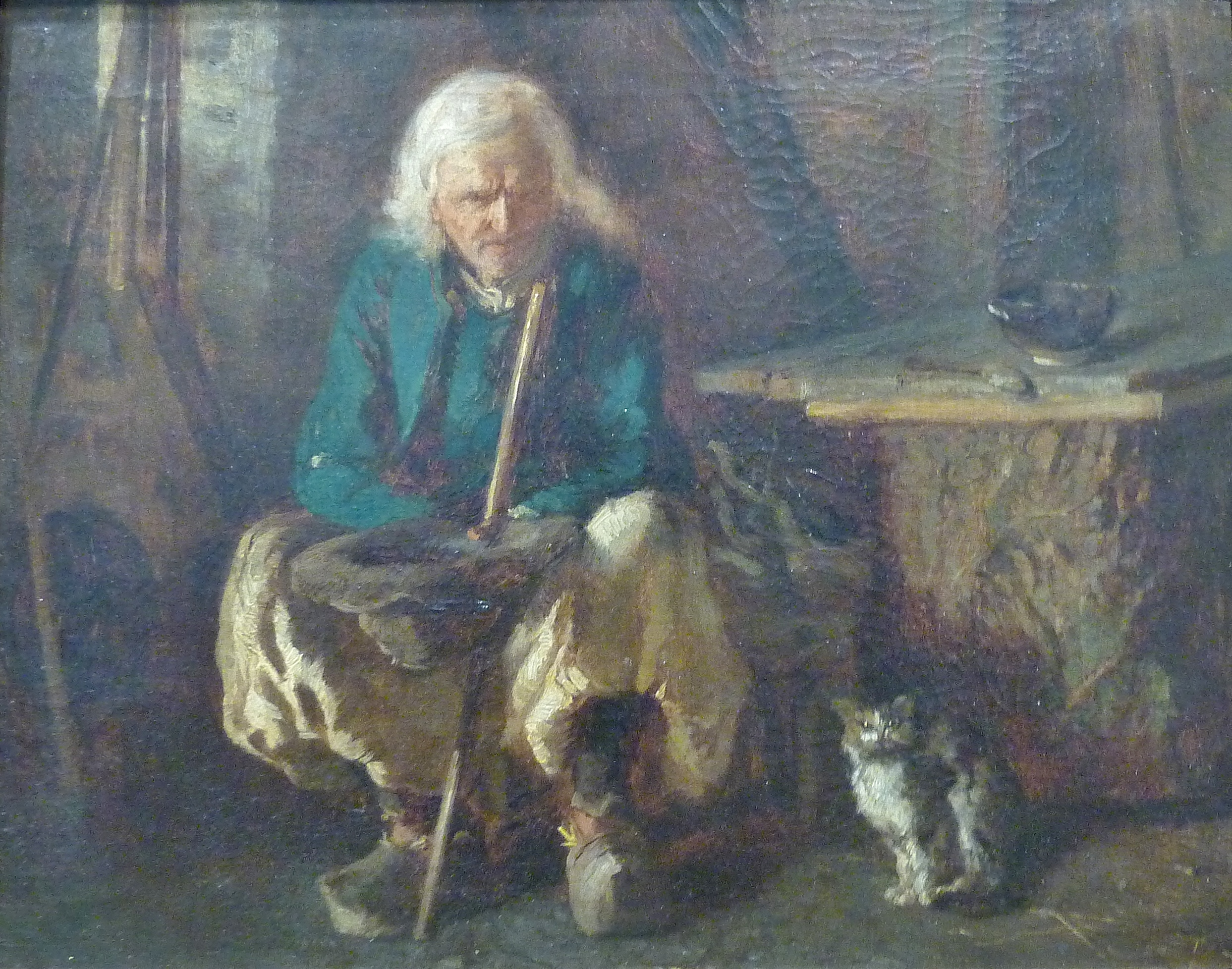
Vieil aveugle (entre 1850 et 1870), Quimper, musée départemental breton.

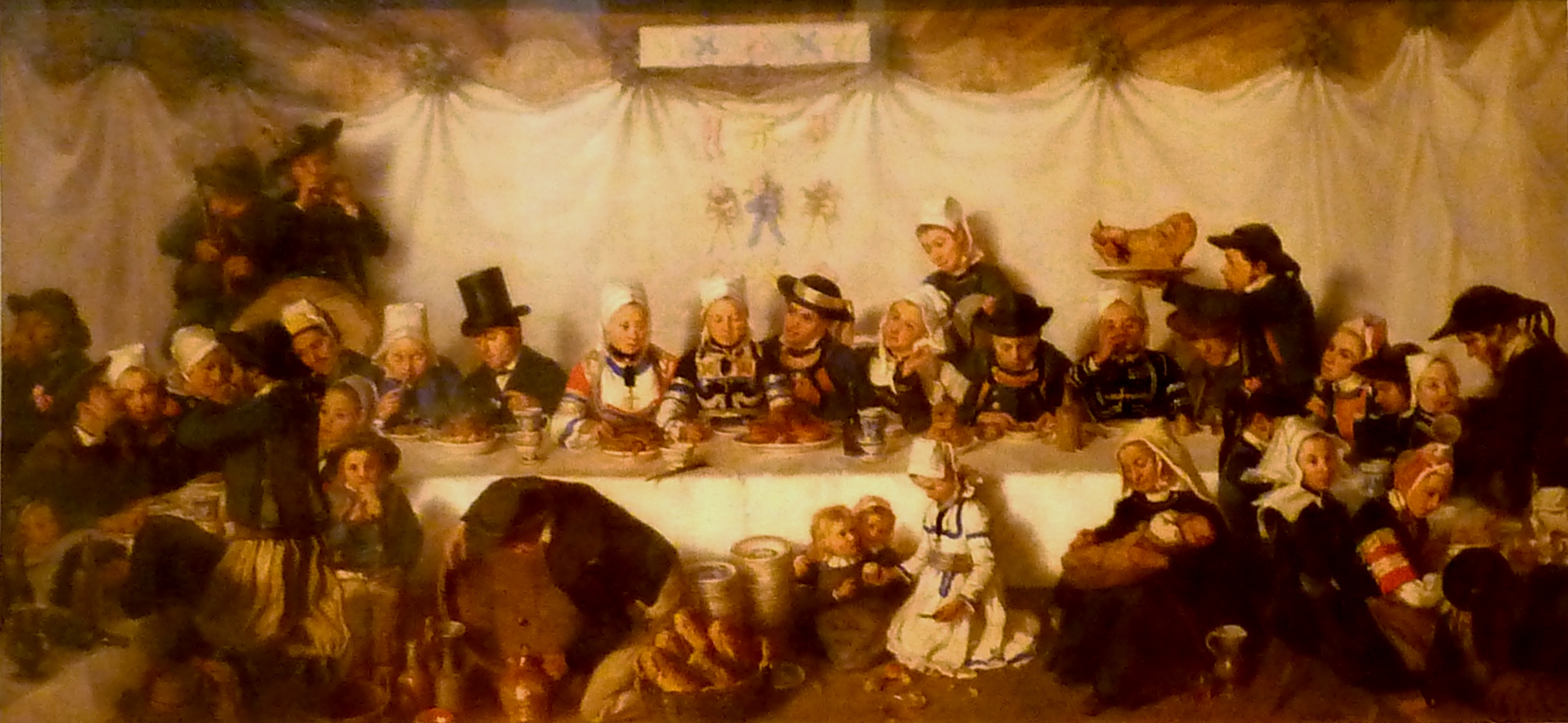
Les Noces de Corentin Le Guerveur et d'Anne-Marie Kerinvel (1880), musée des Beaux-Arts de Quimper.

- Chantilly, musée Condé : Le Comte de Paris enfant.
- Cosne-Cours-sur-Loire, musée de la Loire : Paysannes bretonnes.
- Le Puy-en-Velay, mairie : Paysage, œuvre détruite dans un incendie en 1964.
- Nantes, musée des Beaux-Arts : Les Derniers rayons ; soir d'hiver.
- Pau, musée national du château de Pau : Vue du château de Pau, prise du parc, 1840.
- Quimper :
  - musée des Beaux-Arts : Les Noces de Corentin Le Guerveur et d'Anne-Marie Kerinvel, 1880[3].
  - musée départemental breton :
    - Vieil aveugle, entre 1850 et 1870, huile sur toile ;
    - Intérieur d'un manoir en Bretagne, entre 1850 et 1870, huile sur carton.

## Hommages
Une rue de Saint-Brice-en-Coglès porte son nom.